# Vlaški Do (Žabari)
Vlaški Do (Žabari) (em cirílico: Влашки До) é uma vila da Sérvia localizada no município de Žabari, pertencente ao distrito de Braničevo, na região de Braničevo. A sua população era de 1196 habitantes segundo o censo de 2002.

## Demografia
| 1948  | 1953  | 1961  | 1971  | 1981  | 1991  | 2002  | 2011  |
| ----- | ----- | ----- | ----- | ----- | ----- | ----- | ----- |
| 2 789 | 2 801 | 2 788 | 2 622 | 2 614 | 2 376 | 1 310 | 1 196 |